# ОШ „Вук Караџић” Смедеревска Паланка
ОШ „Вук Караџић” Смедеревска Паланка је једна од градских основних школа у Смедеревској Паланци.
Поред матичне школе у Смедеревској Паланци, постоји издвојено одељење у месту Грчац.